# Qui va matar en Bambi?
Qui va matar en Bambi? (originalment en castellà, ¿Quién mató a Bambi?) és una pel·lícula de comèdia espanyola de 2013 dirigida i escrita per Santi Amodeo. Està produïda per Rodar y Rodar amb la participació de: TVE, AXN, Televisió de Catalunya i la Junta d'Andalusia. Es va estrenar el 15 de novembre del 2013. S'havia rodat a la ciutat de Sevilla entre el 4 de febrer i el 26 de març de 2013. La versió doblada al català es va estrenar el 27 d'abril de 2016 a TV3.
La pel·lícula és una nova versió de la pel·lícula mexicana Matando cabos, que va ser dirigida per Alejandro Lozano el 2004. La banda sonora original de la pel·lícula va ser composta per Enrique de Justo i Santi Amodeo. El grup Pignoise va col·laborar al tema final de crèdits.

## Argument
Qui va matar en Bambi? és la història de dos joves amics que han de trobar la manera que el president de la companyia en què treballen, i sogre d'un d'ells, torni sa i estalvi a casa, ja que per estranyes circumstàncies es troba tancat semidespullat al maleter del cotxe. Paral·lelament, un empresari aclaparat pels deutes i el seu soci intenten un segrest exprés.

## Repartiment
- Quim Gutiérrez és David.
- Ernesto Alterio és Edu.
- Julián Villagrán és Mudo.
- Pedro Mari Sánchez és Larrea.
- Enrico Vecchi és Gigi.
- Clara Lago és Mati.
- Úrsula Corberó és Paula Larrea.
- Joaquín Núñez és Adelardo.
- Carmina Barrios és Tere.
- José Ángel Egido
- Andrés Iniesta és ell mateix